# SpVgg 1899 Leipzig
Maillots
Le SpVgg 1899 Leipzig est un club allemand de football localisé dans le quartier de Lindenau de la ville de Leipzig, dans la Saxe.

## Histoire

### De 1899 à 1945
Le club fut créé en 1899 sous la dénomination de ATV Leipzig-Lindenau dont la section football devint indépendante en 1903 sous le nom de Spielvereinigung 1899 Leipzig-Lindenau.
Juste avant la Première Guerre mondiale, puis à nouveau dans les années 1920, le club se mit en évidence en remportant le championnat de la Verband Mitteldeutscher Ballspiel-Vereine (VMBV). Il fut, avec ses rivaux locaux du Fortuna et du FC Wacker, la deuxième force du football de la ville, derrière le VfB.
Lors de sa première victoire dans le tour final de la VMBV, le SpVgg 1899 élimina successivement le SV Budissa Bautzen, le Chemtizer BC 1899 puis le Dresdner SC 1898. En finale, le club s’imposa devant le FC Wacker Halle (1-0, après prolongation).
Jusqu’en 1924, le SpVgg 1899 Leipzig-Lindenau s’adjugea trois autres titres. En 1931, le cercle remporta la VMBV-Pokal, la Coupe de la VMBV qui lui donna accès une cinquième fois au tour final du Championnat national.
Lors de la phase finale nationale 1912, le SpVgg 1899 s’imposa (3-1) à Dresde devant l’ATV 1896 Liegnitz puis s’inclina (3-1), en demi-finales contre Karlsruher FV à Francfort/Main.
Deux ans plus tard, SpVgg 1899 ne franchit pas le premier tour du tour final en étant battu (1-2), à Leipzig, sur le terrain du FC Wacker par le SpVgg Fürth, futur champion national.
À l’occasion du championnat 1922, le club saxon s’inclina aussi au premier tour contre d’autres bavarois, cette fois du 1. FC Nürnberg, à Halle, (0-3).
Le SpVgg 1899 Leipzig-Lindenau fit mieux à l’occasion de la phase finale 1924. Il écrasa le VfB Königsberg (6-1), sur le terrain du FC Wacker Leipzig avant de perdre avec les honneurs (1-0), contre le Hamburger SV.
Après 1925, la réforme du Championnat national permit à la VMBV d’avoir un second participant au tour final. À partir de 1927, ce viatique supplémentaire fut accordé au vainqueur de la Mitteldeutscher Pokal.
Lors du championnat national 1931, Leipzig-Lindenau fut éliminé (0-3) dès les Huitièmes de finale par le SpVgg Fürth.
En 1933, dès leur arrivée au pouvoir, les Nazis reformèrent les compétitions et créèrent les Gauligen. Le SpVgg 1899 Leipzig-Lindenau ne fut pas retenu initialement mais parvint à monter dans la Gauliga Sachsen, en vue du championnat 1937-1938. Terminant neuvième, le cercle fut aussitôt relégué.
En 1943, le SpVgg 1899 Leipzig-Lindenau forma une association sportive de guerre (en Allemand: Krigespielgemeinschaft – KSG) avec le TuRa Leipzig pour jouer sous le nom de KSG TuRa/SpVgg Leipzig et put reprendre part à la Gauliga.
En 1945, le club fut dissous par les Alliés, comme tous les clubs et associations allemands (voir Directive n°23). Le club fut rapidement reconstitué sous la dénomination de SG Lindenau-Hafen.
La ville de Leipzig et la Saxe se retrouvèrent en zone soviétique puis en RDA à partir de 1949.

### Époque de la RDA
Le SG Lindenau-Hafen joua jusqu’en 1948 dans la Landesliga Sachsen. L’année suivante, le club fut fusionné avec le ZSG Industrie Leipzig. À partir de 1951, le cercle redevint indépendant sous l’appellation de ZSG Industrie-Hafen. Comme toutes les équipes d’Allemagne de l’Est, le club suivit les humeurs des dirigeants communistes et changea de structures et de nom. Il fut ainsi le SG Hafen Leipzig-Lindenau puis le BSG Stahl Hafen Leipzig et le BSG Fortschritt West Leipzig.
D’un point de vue sportif, le club ne parvint à pas à s’établir dans les plus hautes divisions de la Deutscher Fussball Verband. Dans les années 1980, le cercle évolua en Bezirksliga Leipzig (3e niveau).

### Depuis 1990
Après la réunification allemande, en 1990, le BSG Fortschritt West Leipzig fusionna avec le BSG Motor Lindenau pour reconstituer le Spielvereinigung 1899 Leipzig. Celui-ci resta dans la Bezirksliga Leipzig correspondant à l’époque au 5e niveau du football allemand réunifié.
Alors que la Bezirksliga Leipzig descendait  dans la pyramide avec l’instauration des Regionalligen en 1994, le SpVgg 1899 Leipzig obtint ses deux meilleurs résultats avec une 4e place finale en 1995 et en 1996.
En 2002, le club termina 16e et dernier et fut relégué en Bezirksklasse Leipzig, soit le 7e niveau.
En 2010-2011, le SpVgg 1899 Leipzig évolue en 1. Kreisklasse, soit le 10e niveau de la hiérarchie de la DFB.

## Palmarès
- Champion de la VMBV: 1912, 1914, 1922, 1924.
- Vainqueur de la VMBV-Pokal: 1931.